# Pedro Regueiro
Pedro Regueiro (Irún, 19 dicembre 1909 – 11 giugno 1985) è stato un calciatore spagnolo, di ruolo centrocampista.

## Biografia
Era il fratello minore di Luis Regueiro, suo compagno di squadra al Real Union Irun, al Real Madrid e nella Nazionale spagnola.

## Carriera

### Club
Ha giocato per tre stagioni non consecutive nella prima divisione spagnola con il Real Union Irun, con cui in totale ha segnato una rete in 39 partite.
Nella stagione 1932-1933 ha giocato nel Real Madrid vincendo il campionato e giocando tutte e 18 le gare della competizione. ha giocato nel club madrileno anche nelle successive tre stagioni, vincendo anche due Coppe nazionali e giocando in tutto 77 partite con la squadra della capitale spagnola.

### Nazionale
Nel 1927 ha giocato una partita nella nazionale B; tra il 1928 ed il 1936 ha giocato 4 partite con la nazionale spagnola.

## Palmarès

### Club

#### Competizioni nazionali
- Campionato spagnolo: 1

Real Madrid: 1932-1933
- Coppa di Spagna: 2

Real Madrid: 1933-1934, 1935-1936